# Huron (California)
Huron è una città degli Stati Uniti d'America, situata in California, nella contea di Fresno.